# Christian Poncelet
Christian Poncelet (Blaise, 24 marzo 1928 – Remiremont, 11 settembre 2020) è stato un politico francese gollista, membro dell'Unione per un Movimento Popolare (UMP) dell'ex presidente francese Nicolas Sarkozy,.
Già segretario di Stato sotto Pierre Messmer dal 1972 al 1974, sotto Jacques Chirac dal 1974 al 1976 e sotto Raymond Barre dal 1976 al 1977, dal 2 ottobre 1998 al 1º ottobre 2008 fu presidente del Senato, il quarto dalla fondazione della Quinta Repubblica francese nel 1958. Ha avuto anche una lunga carriera politica a livello locale e regionale in Lorena.

## Biografia
Poncelet nasce nel 1928 da contadini nel villaggio di Blaise (oggi frazione di Vouziers). I suoi genitori si separarono poco dopo la sua nascita e fu cresciuto dalla madre e dai nonni in Acy-Romance.

## Carriera politica
Impiegato postale addetto ai servizi telefonici, sindacalista, fu membro dell'UNR-UDT (fusione dell'Unione per la Nuova Repubblica con l'Unione Democratica del Lavoro) divenuta nel 1967 Unione dei Democratici per la Repubblica (UDR). Esponente del gollismo di sinistra nei Vosgi, suo dipartimento di origine, ha avuto come principale antagonista all'interno del suo stesso partito Philippe Séguin, rappresentante del gollismo sociale. Fu spesso citato dalla stampa come un politico che gode del sostegno della massoneria. Al punto che lui stesso era stato indicato da un autorevole settimanale come massone
Deputato all'Assemblea nazionale dal 1962 fino alle sue dimissioni nel 1972 per l'incompatibilità del mandato elettivo con le funzioni di governo, fu segretario di Stato dal 6 luglio 1972 al 26 settembre 1977 nei governi di Pierre Messmer, Jacques Chirac e Raymond Barre.
Dal 1977 fu ininterrottamente senatore dei Vosgi, essendo stato rieletto alle elezioni del 1986, 1995 e 2004. Il suo mandato giunse a scadenza il 1º ottobre 2014. Avendo totalizzato 46 anni di mandato nelle due assemblee, al momento di lasciare il Senato Poncelet risultava il parlamentare con la maggiore anzianità di servizio. Dal 1979 al 1980 fu anche deputato al Parlamento europeo.
Aderì nel 1978 al Raggruppamento per la Repubblica (RPR) e nel 2002 all'Unione per un Movimento Popolare (UMP).
Dal 1986 al 1998 fu presidente dell'importante commissione Finanze e bilancio del Senato.

### Mandati locali
Dal 1976 fu ininterrottamente presidente del consiglio generale dei Vosgi, caso eccezionale di longevità politica. Dal 1977 al 1992 fu anche consigliere regionale della Lorena. Dal 1982 al 2001 fu sindaco di Remiremont, di cui era diventato consigliere munic

### Presidente del Senato
Il 2 ottobre con 189 voti su 283 votanti fu eletto al terzo turno presidente del Senato (il presidente del gruppo senatoriale socialista Claude Estier ha 93 voti). Succedette al centrista René Monory, candidato alla propria successione e ritiratosi dopo il primo turno giacché superato da Poncelet per sedici voti. Fu rieletto a capo dell'Alta assemblea nel 2001, per un mandato di tre anni, e nel 2004, in quest'ultima occasione per un mandato di quattro anni in virtù di una proroga di dodici mesi della durata del mandato dei senatori in carica. Dopo le elezioni del 24 settembre 2008 per il rinnovo di una metà dei membri dell'alta assemblea, non presentò la sua candidatura alla presidenza del Senato. Personaggio consensuale, in ottimi rapporti con il socialista Jean-Pierre Bel, presidente dal 2011 al 2014, era uno dei senatori più autorevoli e in quanto ex presidente del Senato occupò il rango protocollare immediatamente successivo a quello dei membri del Consiglio di presidenza.

## Profilo e particolarità
Christian Poncelet si vantava di non aver mai perso un'elezione, di aver messo da parte coloro, a destra o a sinistra, che hanno cercato di soppiantarlo, come Lionel Stoléru, candidato alle elezioni legislative del 1978, Philippe Séguin, deputato e sindaco di Épinal, e Christian Pierret, sindaco di Saint-Dié, o che si sono opposti al suo potere.
Viene descritto come un uomo di rete, cosa che gli è stata molto utile nelle elezioni del 1998 per la presidenza del Senato, per la quale non era il favorito.

## Membro dell'Institut de France
Dal 2003 fu membro dell'Accademia di scienze morali e politiche, una delle cinque accademie dell'Institut de France.

## Curiosità
- A 22 anni, Christian Poncelet fu campione di boxe.[7]